# Matt Schulze
Matthew Steven „Matt” Schulze (ur. 3 lipca 1972 w Saint Louis) – amerykański aktor i reżyser filmowy i telewizyjny. Został wybrany przez magazyn „GQ” jako jeden z 10. najlepszych mężczyzn chętnie oglądanych w Hollywood. Występował w roli Vince’a w filmach Szybcy i wściekli (2001) i Szybcy i wściekli 5 (2011).

## Życiorys

### Wczesne lata
Urodził się i dorastał w Saint Louis w stanie Missouri. Jednak wiele czasu spędził też w sąsiednim East St. Louis w Illinois. Jego rodzice byli pochodzenia niemieckiego. W wieku 16 lat wyjechał do Atlanty, gdzie uczył się gry na gitarze w Atlanta Institute of Music w Duluth w stanie Georgia. Po czterech latach nauki przeniósł się do Los Angeles, gdzie pracował jako muzyk sesyjny. Jako model reklamował markę Levi’s. Po krótkim okresie pracy w charakterze modela postanowił całkowicie poświęcić się aktorstwu. Od dzieciństwa interesował się muzyką i pisał teksty piosenek i wiersze.

### Kariera aktorska
Zadebiutował w pierwszej części filmu akcji Blade (1998), gdzie grał wampira „Crease” przeciwko Wesleyowi Snipesowi i Krisowi Kristoffersonowi. W 1999 dostał wiodącą rolę w dreszczowcu Dementia. Następnym filmem była komedia dla nastolatków Dziewczyny i chłopaki (Boys and Girls), gdzie otrzymał małą rolę jako Paul. W filmie Downward Angel (2001) dostał rolę mordercy – Johna Huntera, który dołącza do podziemnej organizacji „The Guild”, by zemścić się na tych, którzy zabili jego rodziców. Grał twardego Vince’a w filmach Szybcy i wściekli (2001) i Szybcy i wściekli 5 (2011). Wystąpił w Blade: Wieczny łowca II (2002), grając innego wampira o imieniu „Chupa”, w tym samym roku powierzono mu kolejną rolę czarnego charakteru w filmie Transporter, w którym prowadzi twardą rywalizację z Frankiem Martinem granym przez Jasona Stathama. Po dwuletniej przerwie można było go zobaczyć w filmie Torque: Jazda na krawędzi jako wielbiciela motocykli. Od tego czasu występował w wielu filmach, w których grał zarówno role pierwszoplanowe, jak i drugoplanowe.

## Filmografia
| Rok  | Tytuł                                        | Rola                             | Reżyser                     |
| ---- | -------------------------------------------- | -------------------------------- | --------------------------- |
| 1998 | Blade: Wieczny łowca (Blade)                 | Crease                           | Stephen Norrington          |
| 1999 | Dementia                                     | Sonny                            | Woody Keith                 |
| 2000 | Dziewczyny i chłopaki (Boys and Girls)       | Paul                             | Robert Iscove               |
| 2001 | Downward Angel                               | John Hunter                      | Kevin Lewis                 |
| 2001 | Szybcy i wściekli (The Fast and the Furious) | Vince                            | Rob Cohen                   |
| 2002 | Transporter (The Transporte)                 | Darren „Wall Street” Bettencourt | Corey Yuen, Louis Leterrier |
| 2002 | Blade: Wieczny łowca II (Blade II)           | Chupa                            | Guillermo del Toro          |
| 2002 | The Heart Is Deceitful Above All Things      | Kenny                            | Asia Argento                |
| 2004 | Poza zasięgiem (Out of Reach)                | Faisal                           | Po-Chih Leong               |
| 2004 | Torque: Jazda na krawędzi (Torque)           | Henry James                      | Joseph Kahn                 |
| 2005 | Łowca nagród (Bounty Hunters, TV)            | Geronimo                         | Rod Holcomb                 |
| 2006 | Skarb mumii (Seven Mummies)                  | Rock                             | Nick Quested                |
| 2006 | Final Move                                   | Dan Marlowe                      | Joey Travolta               |
| 2007 | Drapieżnik (The Flock)                       | Custis                           | Andrew Lau                  |
| 2007 | Mr. Brooks (Mr. Brooks)                      | Meeks                            | Bruce A. Evans              |
| 2008 | The Acquirer                                 | Lucien                           | Matt Schulze                |
| 2009 | Ekstrakt (Extract)                           | Willie                           | Mike Judge                  |
| 2011 | Szybcy i wściekli 5 (Fast Five)              | Vince                            | Justin Lin                  |

| seriale TV | seriale TV                                                             | seriale TV      | seriale TV                   | seriale TV |
| Rok        | Tytuł                                                                  | Rola            | Uwagi                        |            |
| ---------- | ---------------------------------------------------------------------- | --------------- | ---------------------------- | ---------- |
| 1998       | Niebieski Pacyfik (Pacific Blue)                                       | Keith Ritter    | odc.: „Damaged Goods”        |            |
| 1998       | Czarodziejki (Charmed)                                                 | Whitaker Berman | odc.: „Dream Sorcerer”       |            |
| 1998       | Siódme niebo (7th Heaven)                                              | Sam             | odc.: „Let's Talk About Sex” |            |
| 2005       | CSI: Kryminalne zagadki Miami (CSI: Miami)                             | Eddie Davids    | odc.: „Shootout”             |            |
| 2005       | Prawo i porządek: sekcja specjalna (Law & Order: Special Victims Unit) | Kevin Rogers    | odc.: „Blood”                |            |
| 2007       | Trawka (Weeds)                                                         | rowerzysta      | odc.: „Release the Hounds”   |            |